# بی‌پی گاوران

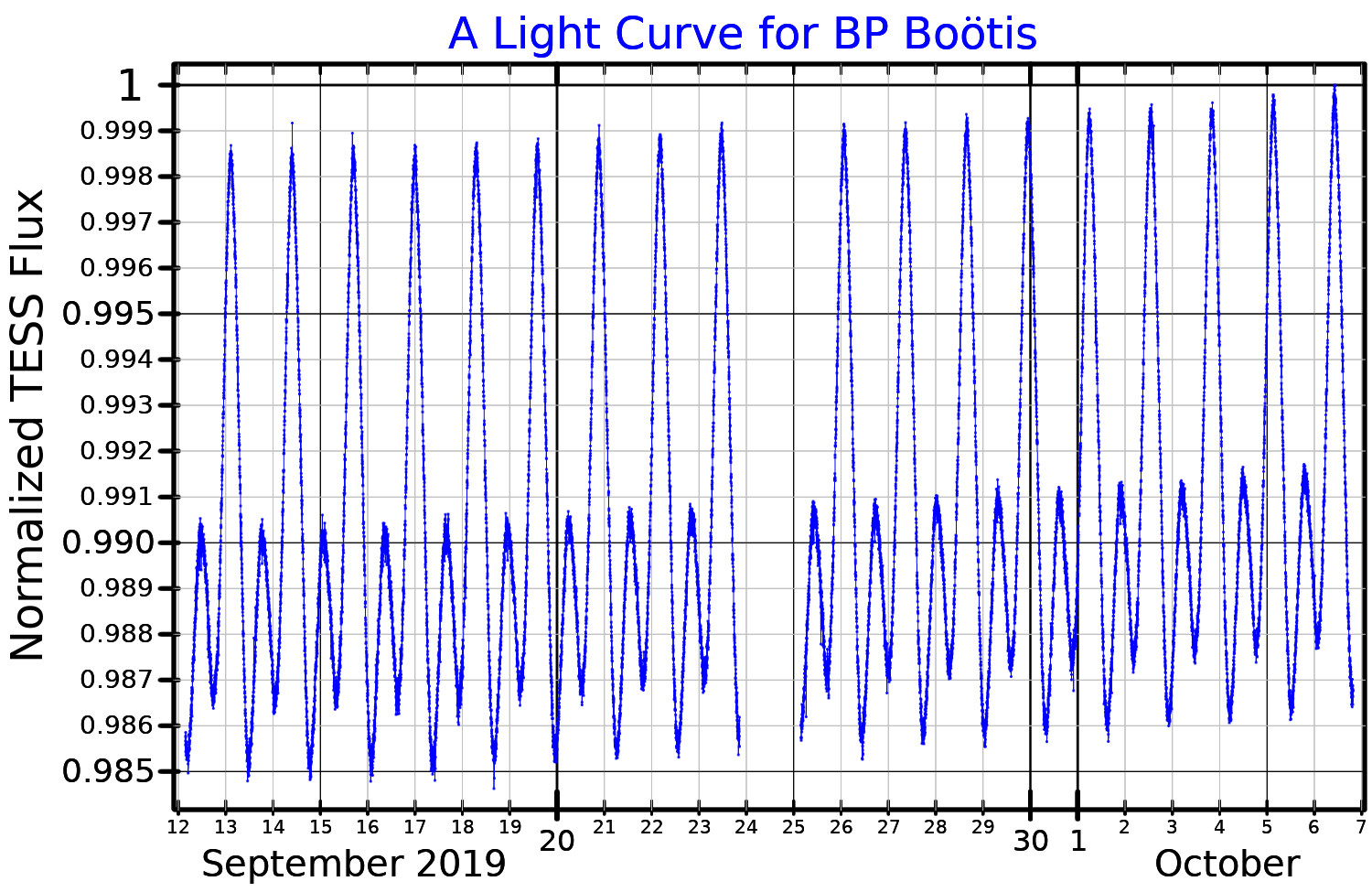
یک منحنی نوری برای BP Bootis، که از داده‌های ماهواره TESS ترسیم شده است.

بی‌پی گاوران یک ستاره است که در صورت فلکی گاوران قرار دارد.